# یواس‌اس هایدروگرافر (ای‌جیاس-۲)
یواس‌اس هایدروگرافر (ای‌جیاس-۲) (به انگلیسی: USS Hydrographer (AGS-2)) یک کشتی بود که طول آن ۱۶۴ فوت ۱۱ اینچ (۵۰٫۲۷ متر) بود. این کشتی در سال ۱۹۲۸ ساخته شد.